# (35250) 1995 WB28
1995 WB28 (asteroide 35250) é um asteroide da cintura principal. Possui uma excentricidade de 0.06225670 e uma inclinação de 3.27480º.
Este asteroide foi descoberto no dia 19 de novembro de 1995 por Spacewatch em Kitt Peak.